# Ura (Bhutan)
Ura – gewog w środkowym Bhutanie, jeden z czterech w dystrykcie Bumtʽang. Zajmuje powierzchnię 267 km². W 2017 roku był zamieszkany przez 1724 osoby. Gęstość zaludnienia wynosiła 6,5 os./km². Dzieli się na 5 chiwogów, które są trzeciorzędnymi jednostkami podziału administracyjnego Bhutanu i pełnią funkcję obwodów wyborczych: Beteng Pangkhar Somthrang, Shing-Nyer, Singkhar, Tangsibi i Ura-Dozhi.

## Położenie
Jednostka położona jest w południowej części dystryktu. Jej wschodnia i południowa granica jest jednocześnie granicą Bumtʽang z dystryktami: Lhünce, Monggar i Żemgang. Sąsiaduje z siedmioma gewogami:
- Metsho i Jarey na wschodzie,
- Saling i Shingkhar na południu,
- Chhumey na zachodzie,
- Chhoekhor i Tang na północy.